# Šahrisabz
Šahrisabz (uzbeško: Шаҳрисабз; perzijsko: شهر سبز, Šahri Sabz, kar pomeni "zeleno mesto") leži v pokrajini (vilajet) Kashkadarin v južnem delu Uzbekistana na nadmorski višini 622 m. Od Samarkanda je oddaljen 80 km proti jugu. Bil je med pomembnejšimi mesti v Srednji Aziji in Timurjev rojstni kraj.
Mesto se je v obdobjih Svilne ceste nahajalo na pol poti med Kitajsko in Evropo. V njem se nahajajo mnogi verski in posvetni objekti iz obdobja vladavine Timurja in njegovih naslednikov (Timuridov), to je od 15. do 16. stoletja. Na UNESCO-v seznam svetovne dediščine je bil vpisan leta 2000. Mesto je že praznovalo 2700 letnico nastanka.

## Zgodovina
Na mestu današnjega Šahrisabza se je prvotno nahajalo starodavno mesto Nautaka. Aleksandrov general Ptolemaj I. Soter je v tem mestu ujel baktrijskega vodjo Besa (Artarkserks) in s tem končal perzijsko Ahemenidsko cesarstvo. Tudi Aleksandar Veliki je, s svojo ženo Roksano, ki je bila iz baktrijske aristokratske družine, v tem mestu preživel zimo leta 328./327. pr. n. št. V obdobju Perzijskega cesarstva se je mesto imenovalo Keš ali Dilkeš (v prevodu "Srcu ljubezniv"), kasneje pa tudi "al-Qubbat eleem va al-adab" (v prevodu kupola znanosti in izobraževanja).
V letih 776-780 je tukaj našel svoje zadnje zatočišče Khashi Ibn Khakim, bolj znan kot Mukanna, vodja močnega proti arabskega gibanja. Njegova smrt in uničenje njegovega gibanja je bil zgodovinsko pomemben dogodek. S tem so avtohtoni prebivalci Movoraunnahrja izgubili možnost ponovne osvoboditve in vrnitve stare vere. Po tem dogodku, se je na tem območju trdno zasidral islam s svojo materialno in duhovno kulturo.
Po nekaterih virih se je, v družini poglavarja nomadskega plemena Barlas, 9. aprila 1336 u Šahrisabzu rodil Timur. Pod budnim očesom očeta Taraguya in mentorja Shams ad-Din Qulala je tukaj preživel mladost. Šahrisabz je postal drugo največje mesto v imperiju in uživalo zaščito dinastije Timuridov.
Okoli leta 1500 so Šahrisabz zavzeli Uzbeki, ki so vladali iz Buhare in mesto je začelo nazadovati. Obnoviti ga je dal Buharski kan Abdulah II.
Leta 1870 ga osvojijo Rusi in tako postane del ruskega Tatarstana, od leta 1924 dalje pa del sovjetskega Uzbekistana.

## Znamenitosti
V mestu so predvsem spomeniki iz obdobja Timuridov kot:
Palača Ak Saraj (v prevodu "Bela palača") je bila Timurjeva poletna palača. Njena izgradnja je trajala od 1379-1396 leta. Zanjo je Timur pripeljal arhitekte in umetnike iz osvojenega Horezma. V 16. stoletju jo je delno uničil bagdadski šah tako, da so danes od palače vidni le ogromni 45 m (prvotno 65 m) visoki vhodni deli portalov, okrašeni z razkošnimi keramičnimi ploščicami modre, bele in zlate barve. Palača je obsegala 2 ha površine. Nad vhodom se še danes nahaja napis: "Ako sumiš v našo moč, poglej naše stavbe".
Kompleks Dorut Tilavat (v prevodu hiša za razmišljanje) je sestavljen iz: 
- mošeje Gök Gumbaz ali petkove mošeje iz leta 1434-35, ki jo dal zgraditi Ulug Beg u čast svojega očeta šaha Rukha; njeno ime pomeni "modra kupola" in
- dveh mavzolejev - šejka Khazretija (Šamsedin Kulial) in Ghumbazi Saidona (stoji ob mošeji) zgrajen leta 1437 kot mavzolej za Ulug Bega, ki pa ni bil nikoli uporabljen kot grobnica.

Kompleks Dorus-Sjadot (v prevodu hiša prerokovih odredb) iz 14. stoletja se nahaja v jugozahodnem delu mesta. Tukaj je mavzolej, kjer je pokopan Džahangir, najljubši Timurjev sin. Ta spomenik je postal družinsko pokopališče Temuridov. Na tem mestu še vedno rastejo nekatere platane in predstavljajo sveti simbol Šahrisabza.
Kompleks Hazrati Imam, vzhodno od mošeje Gök Gumbaza je sestavljen iz mavzoleja, za katerega pravijo da je grobnica imama Amir Kulala iz 8. stoletja ter mavzoleja Dorusijadata ("Mesto moči"), v katerem je pokopan Džahangir, Timurjev najstarejši sin.
Timurjeva grobnica se nahaja za kompleksom Hezrati Imam. Je vkopana v zemljo kot podzemna soba. Arheologi so jo odkrili šele leta 1943. Prostor skoraj v celoti zavzema kamniti sarkofag na katerem so napisi, ki kažejo na to, da je bil namenjen Timurju. Glede na to, da je Timur pokopan v Samarkandu, sta v tem sarkofagu pokopani dve nepoznani osebi.
Je pa v mestu zanimiv tudi bazar Čorsu in stara kopališča.

## Šahrizabs danes
Šahrisabz je zimzeleno mesto, z največkrat jasnim nebom, obdan z visokim gorovjem Gyssar in dobrimi 50.000 prebivalci. Mesto od nekdaj slovi po svojih izvrstnih obrtnikih, katerih tradicija se še vedno ohranja in uporablja pri obnovah in gradbenih delih.
Znamenite tovarne Khudjum, ki izdelujejo tubiteyke (tradicionalne moške čepice), zavese suzane, preproge in pasove, so poznane daleč preko meja mesta. Sodobni Šahrisabz je zgodovinsko in kulturno središče oaze Kaškadarja.